# Cementiri de Vilassar de Mar
El Cementiri de Vilassar de Mar és un conjunt arquitectònic del municipi de Vilassar de Mar (Maresme) inclòs en l'Inventari del Patrimoni Arquitectònic de Catalunya en el seu conjunt.
El 22 de setembre de l'any 1822 es beneí aquest nou cementiri, en compliment de les directrius en matèria sanitària del govern de Carles III d'Espanya. L'any 1845, a causa del significatiu augment de la població local, es va encarar una primera ampliació de l'àrea i es va construir la primera capella del recinte que era ubicada en les actuals escales d'accés al segon recinte. Entre 1893 i 1898, s'emprengué una nova ampliació del cementiri, així com la construcció de la capella actual neogòtica (1891). Pocs anys més tard, entre 1902 i 1903, amb la finalitat de millorar l'accés, s'eixamplà el camí del Cementiri (actual Avinguda de Montevideo). En aquesta època el cementiri cresqué significativament, però no en extensió sinó en densitat (es construïren nous blocs de nínxols).

## Portalada
La porta d'entrada del cementiri de Vilassar de Mar, realitzada per l'arquitecte municipal Eduard Ferrés i Puig l'any 1908 és una obra artística destacada. Aquesta obra representa la tendència del modernisme de construir una arquitectura funerària de caràcter monumental. Consisteix en una gran porta de ferro forjat enmig de dos pilars de pedra. El treball del ferro és a base de formes abstractes, espirals, amb predomini de la corba, i de l'element orgànic, organitzades verticalment en direcció ascendent (llances).
Al centre, sobre una placa de metall en forma d'escut, hi ha una representació al·legòrica de Vilassar. Els pilars, de secció triangular, són concebuts més com un element escultòric que no pas arquitectònic. D'un dels pilars neix una donzella en tres posicions diferents, com costats té el pilar, tot representant les tres virtuts teologals. També hi ha alts relleus i inscripcions amb la firma de l'arquitecte. Es conserva en molt bon estat. La forja de la porta és de l'artesà local Joan Casanovas i Casanovas. i els grups escultòrics són obra d'Alfons Juyol i Bach.

## Panteó Mir
Aquesta tomba és obra de l'arquitecte Gaietà Buïgas i Monravà. El taller de marbristes encarregats de l'obra fou ‘Capdevila'. Els treballs escultòrics són signats, en la mateixa obra, per Rafael Atché i Ferré. La tomba fou encarregada, cap al 1895, pel navilier Nicolau Mir i Julià (Vilassar de Mar, 1839 – Barcelona, 1911) de ca la Droga, una de les fortunes més importants del segle xix vilassarenc. Es dedicaren al comerç d'ultramar i arribaren a tenir una extensa flota de vaixells, així mateix fou director del banc de Barcelona. Nicolau Mir també és el responsable de sufragar els dos grans quadres d'Enric Monserdà i Vidal que es conserven a l'església parroquial amb el ‘Baptisme de Jesús' i el ‘Martiri de Sant Joan Baptista'.

## Panteons Guardiola i Arús
Aquestes dues tombes són obra de l'arquitecte modernista Antoni Maria Gallissà i Soqué. Els Guardiola, coneguts com de cal Negre, van ser comerciants i agents de la duana de Barcelona. Diversos membres d'aquesta família van ser alcaldes de la població. La tomba ha perdut la majoria de pinacles que la decoraven. La tomba del notari Arús també és d'estil neogòtic i feta amb el mateix tipus de pedra. El notari Jaume Arús i Font fou l'impulsor de l'Agrupació Catalanista de Vilassar de Mar on també creà el cor ‘Lo Planter'. Així mateix participà en l'Agrupació Catalanista de la Costa de Llevant i fou signant del Missatge a la Reina Regent.

## Tomba Roig
Aquesta tomba, d'estil neogòtic pur, pertanyé a la família d'en Llorenç Roig Carrau de cal Rosquilles. De fet hi són enterrats els seus pares Llorenç Roig Llenas i Rosa Carrau Ferrer. Segons disseny de l'arquitecte Eduard Ferrés cap al 1902. En destaquen les escultures de Sant Llorenç i de Santa Rosa de Lima.

## Panteó Casanovas
Aquest panteó fou dissenyat per l'arquitecte Eduard Ferrés i Puig el 1918. Conté una escultura d'Enric Clarasó i Daudí, que no ofereix dubtes d'autoria, ja que està signada en la base. Els treballs en marbre foren encarregats a l'empresa dels Germans Ventura, de Barcelona, que intervingueren en obres com el Palau Güell. La tomba fou encarregada per la família Casanovas de can Nyol Gran, una de les grans fàbriques tèxtils de la població, els amos de la qual vivien en una casa del Carrer de Montserrat, també reformada per Eduard Ferrés.

## Sarcòfag del canonge Almera
Dins de la capella neogòtica hi ha una única tomba que és la del canonge Jaume Almera i Comas pare de la geologia catalana i guardonat amb múltiples reconeixements internacionals. Les seves despulles foren traslladades, a petició de la família, a Vilassar de Mar l'any 1929.

## Imatges

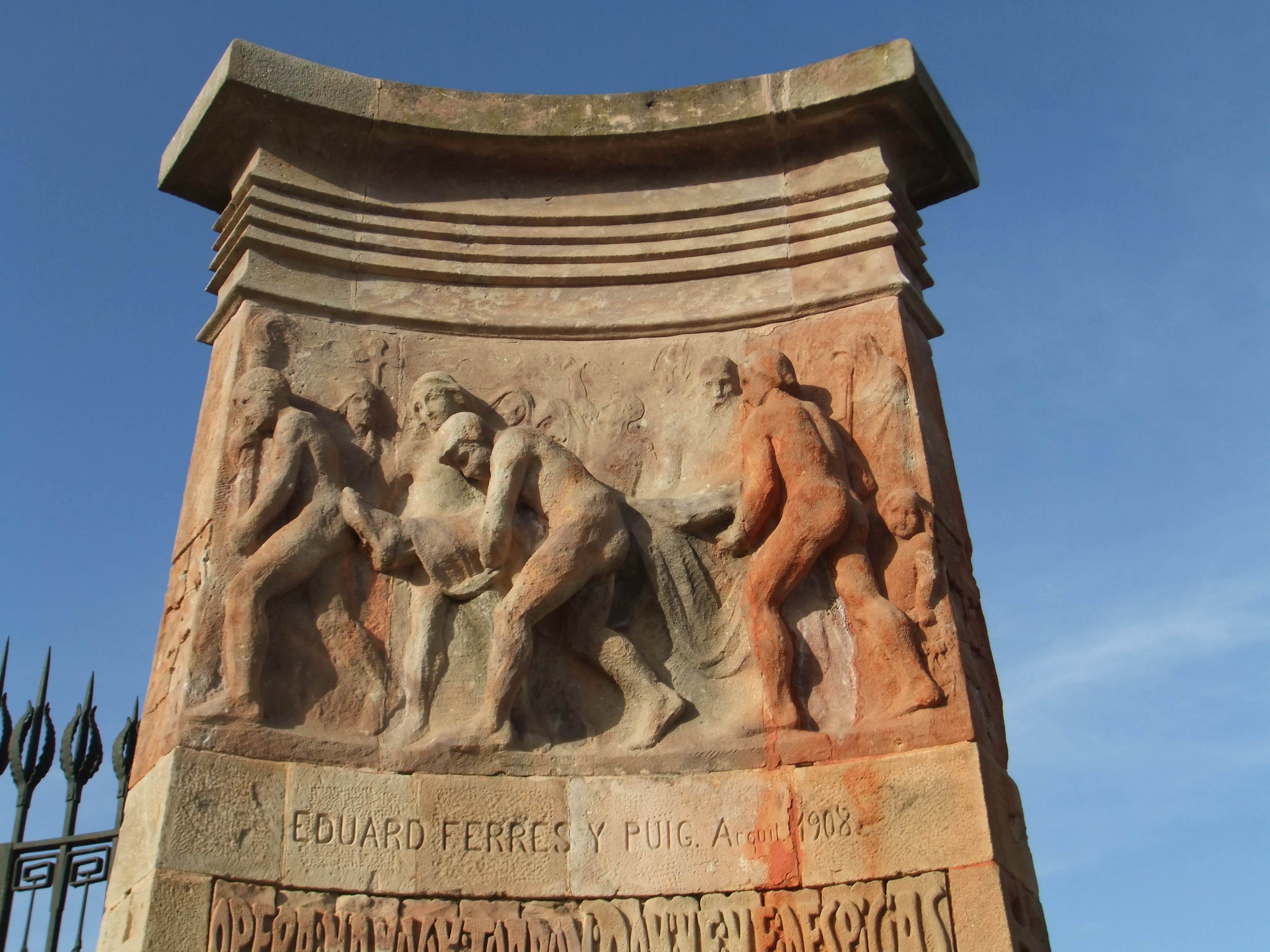
Detall de la portalada
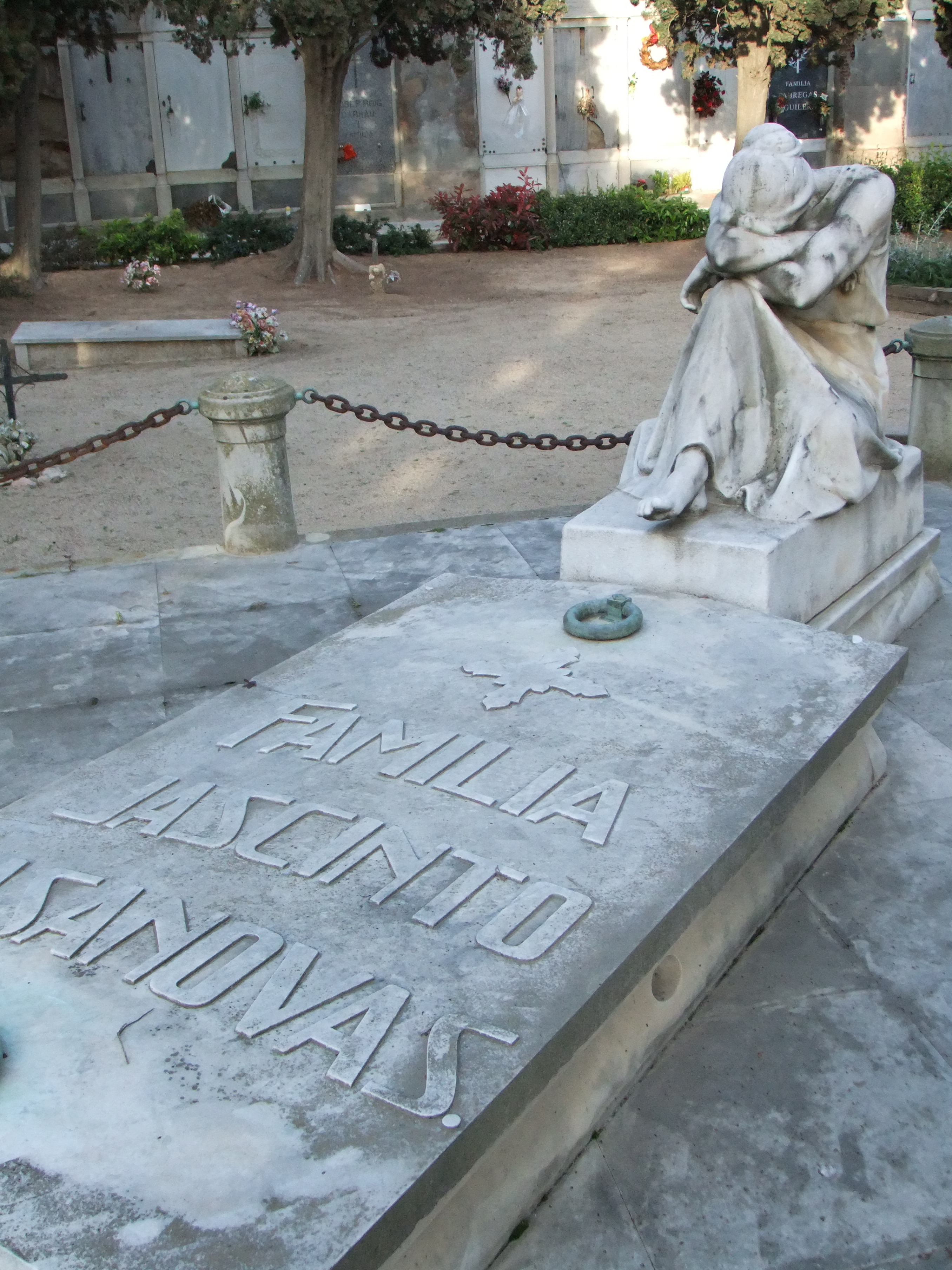
Panteó Casanovas
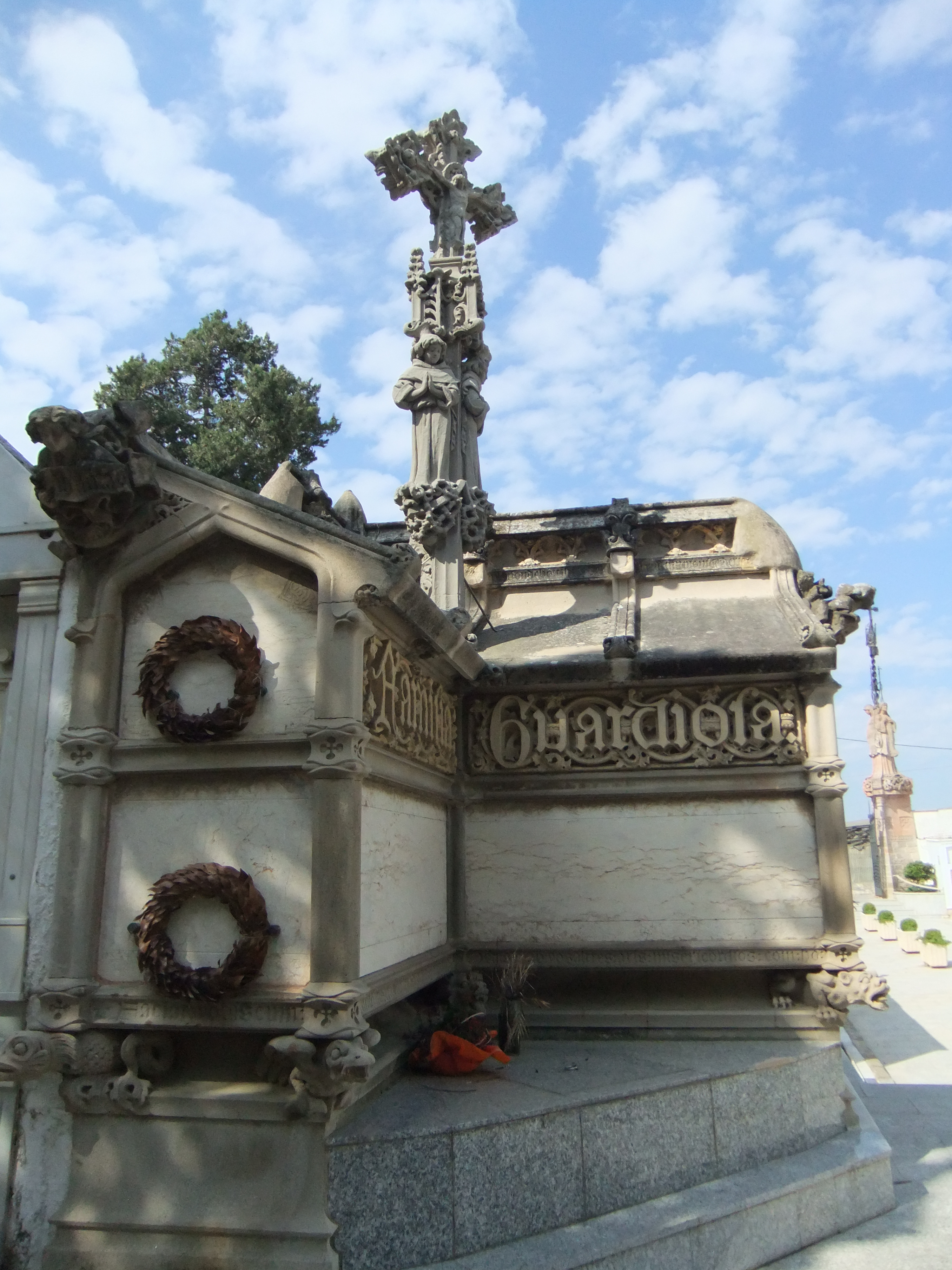
Panteó Guardiola
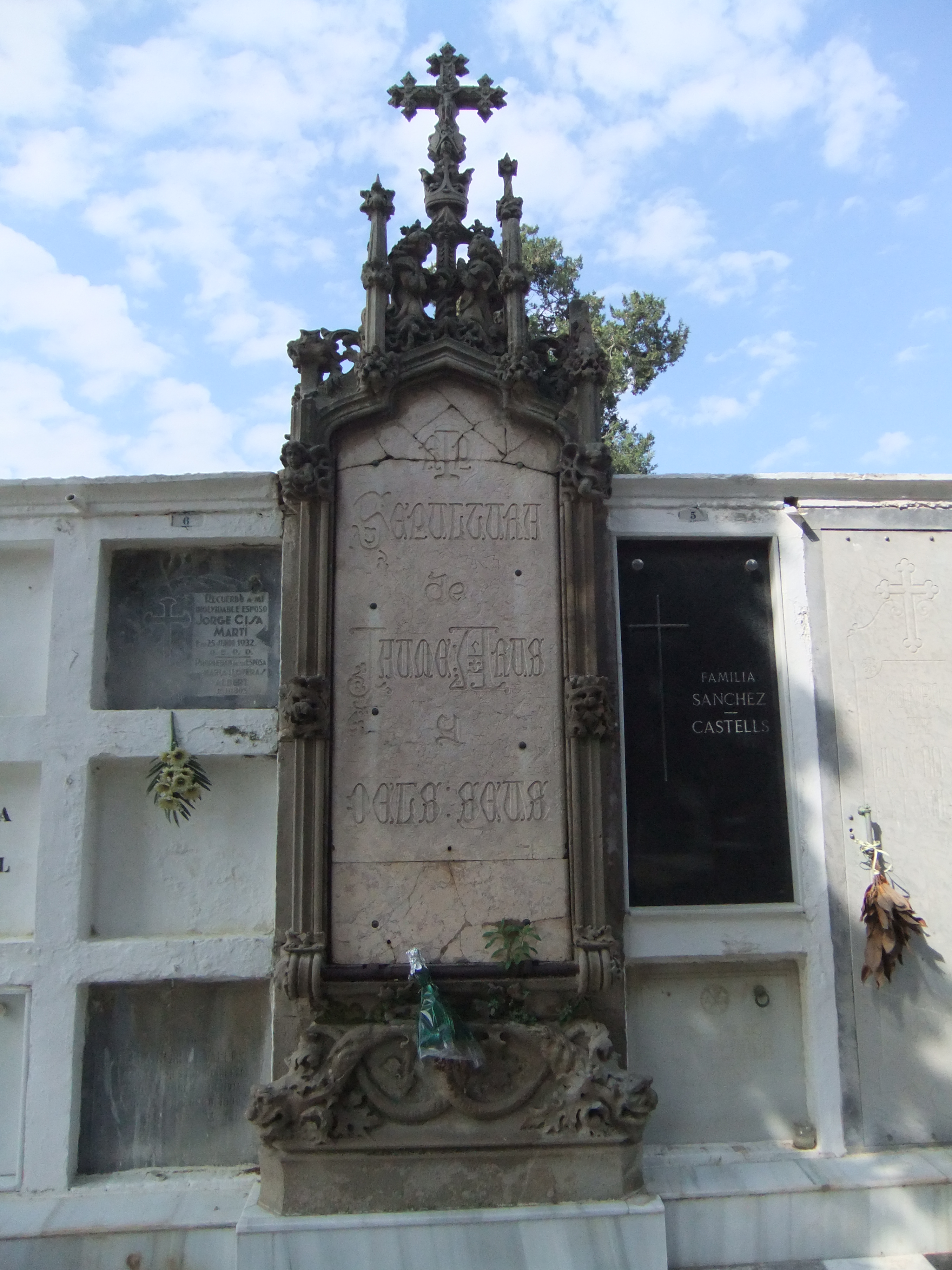
Tomba Arús
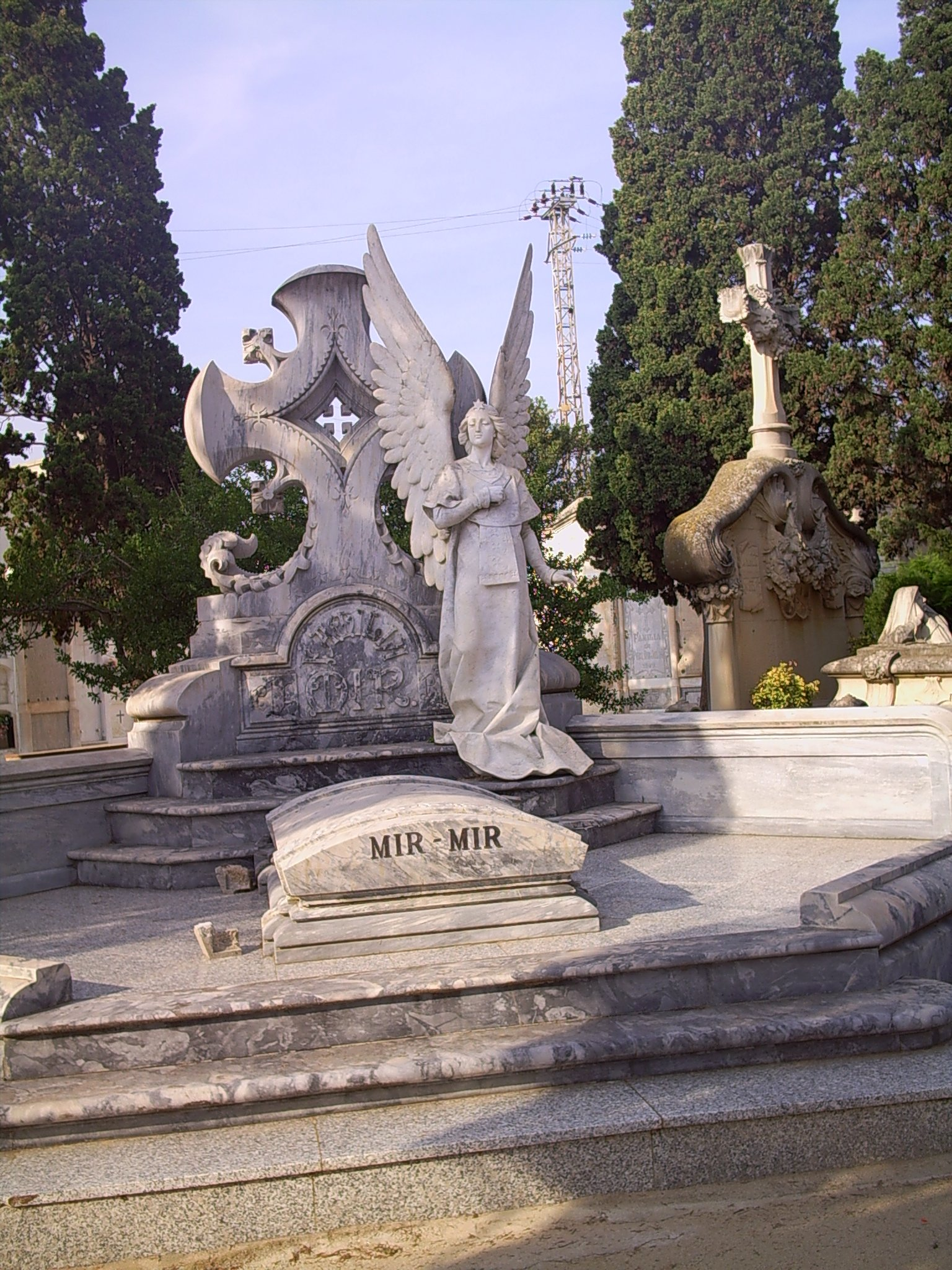
Panteó Mir